# Nerine ridleyi
Nerine ridleyi är en amaryllisväxtart som beskrevs av Edwin Percy Phillips. Nerine ridleyi ingår i släktet Nerine och familjen amaryllisväxter. Inga underarter finns listade i Catalogue of Life.